# Симон, Антуан (революционер)
Антуа́н Симо́н (фр. Antoine Simon), известный как Сапожник Симон (фр. Le Cordonnier Simon) (21 октября 1736, Труа — 28 июля 1794, Париж) — французский сапожник и революционер, вошедший в историю тем, что был охранником и воспитателем юного Людовика XVII в тюрьме (1793).

## Биография
Сын Франсуа Симона, мясника в Труа, и Марии Жанны Адене. Молодым человеком переселился в Париж, где стал сапожником. После первой женитьбы на Мари-Барб Ойо, умершей в 1786 году, женился повторно на дочери плотника Марии Жанне Аладам (1746–1819), обладавшей небольшой рентой.
Сапожных дел мастер обладал того рода прямотою и лапидарностью мышления, которые в определённой среде и в определённых условиях воспринимаются как абсолютная честность и твёрдость характера. С началом Революции за Симоном закрепилась слава народного заступника, преданного идеалам Свободы.
С 1791 года член дистрикта, затем секции Кордельеров. 10 августа 1792 года был выдвинут своей секцией в члены Генерального Совета Коммуны Парижа. После 10 августа 1792 года его жена лечила раненых марсельцев в церкви Кордельеров, превращенной в казарму. Во время Сентябрьской резни в тюрьмах  Симон был комиссаром Коммуны и творил суд над осуждёнными аристократами. 
Проживал на улице Кордельеров, в доме № 28, по соседству с Маратом (дом № 30). После убийства Марата 13 июля 1793 года принимал участие в организации его торжественных похорон.
2 августа 1793 года заключённую Марию-Антуанетту разлучили с детьми и перевели из Тампля в тюрьму Консьержери. Коммуна Парижа назначила Симона наставником юного Людовика XVII и выделила ему годовой оклад в три тысячи ливров. Вместе с супругой Марией Жанной Аладам он поселился в Тампле и занялся«революционным воспитанием» королевского отпрыска. В задачу Симона входило заставить дофина отречься от памяти родителей, вырастить его настоящим санкюлотом, а также приучить мальчика к физическому труду. Между тем в народе ходили слухи, что сапожник жестоко истязает наследника французского престола.
В конце сентября 1793 года Симон донёс в Коммуну, что из разговоров с подростком ему открылось, что бывшая королева  развратила собственного малолетнего сына. Поскольку близился суд над Марией-Антуанеттой, Коммуна живо заинтересовалась этим делом. Мэр Парижа Паш, прокурор-синдик Шометт и заместитель прокурора Эбер явились в Тампль и учинили допрос королевских детей, который якобы подтвердил, что «подлая австриячка» опустилась в своей низости до инцеста. Позже, на суде Мария-Антуанетта с негодованием отвергла это обвинение.
19 января 1794 года по не ясным до конца причинам Симон подал в отставку с поста воспитателя и покинул Тампль. Возможно, он сделал это по своей инициативе, ввиду тяжёлой болезни своей супруги. Но есть свидетельства, о том, что в ночь на 14 января 1794 года, Антуан Симон застал маленького короля молящимся на коленях около своей кровати. «Я отучу тебя, лунатик, склонять колени как Траппист!» — с этими словами Симон вылив на голову больного ребенка кувшин с ледяной водой (в холодной камере), принялся избивать мальчика сапожной колодкой... «Перевоспитания» не получилось... Следующие полгода Симон продолжал заседать в Генеральном Совете Коммуны. Во время Термидорианского переворота он был схвачен как робеспьерист и гильотинирован на площади Революции 28 июля 1794 года (10 термидора II года) вместе с Робеспьером, Сен-Жюстом и Кутоном. 

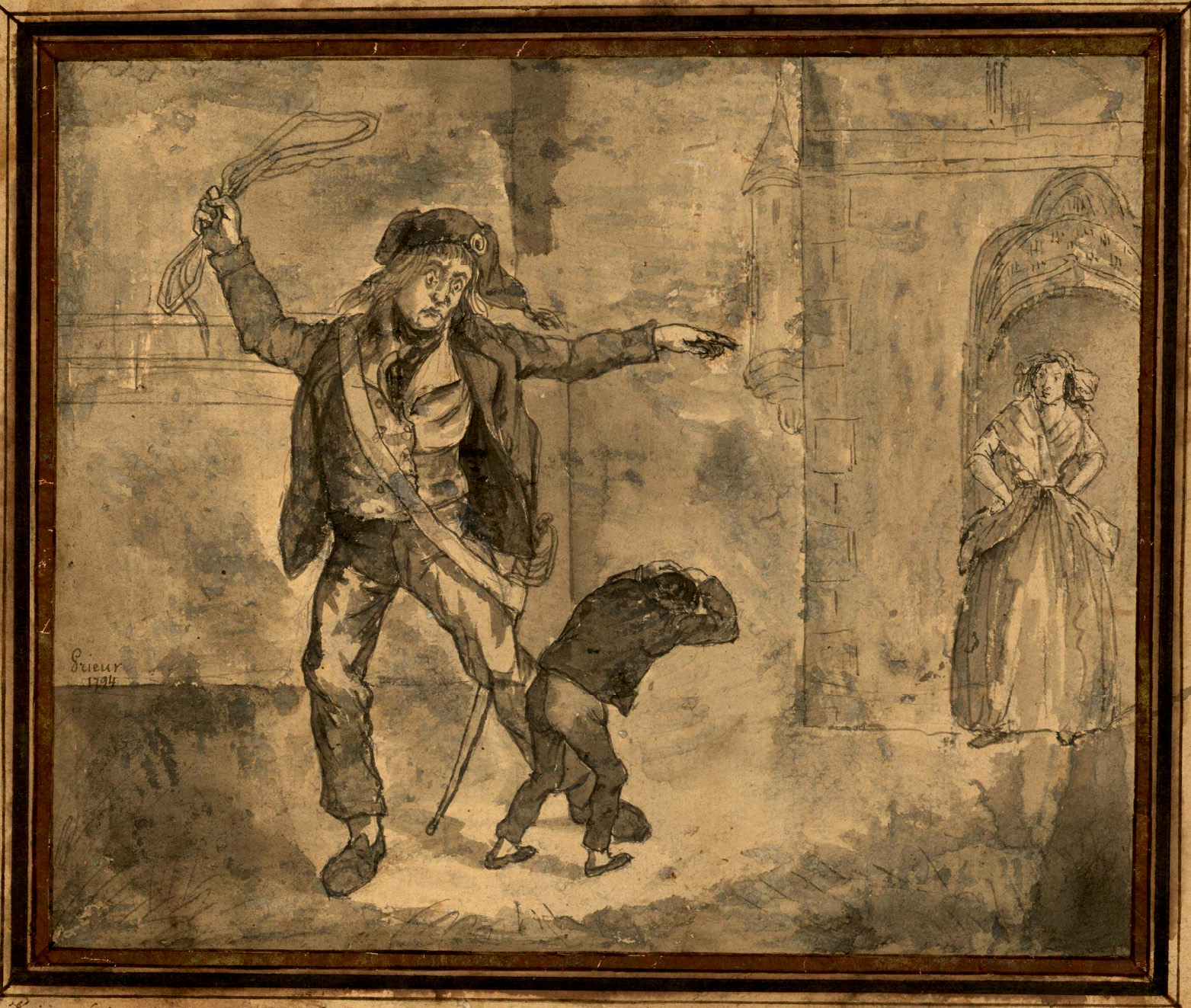
Сапожник Симон и Людовик XVII в Тампле. Рисунок 1794 г.

Его вдова Мария Жанна Аладам была арестована и месяц провела в заключении. Весной 1796 года по собственной просьбе она была помещена в приют для неизлечимых больных (Hospice des Incurables) на Севрской улице (Rue de Sevres), где оставалась до самой смерти (10 июня 1819 года) и не раз рассказывала о том, что вовсе не Людовик XVII умер в Тампле. После Реставрации её посетила бывшая узница Тампля герцогиня Ангулемская, которая просила прекратить рассказы «о чудесном спасении наследника». Однако, «вдова Симон», до преклонных лет сохранившая хорошее здоровье и память, уверяла, что дофину удалось бежать. В конце концов, королевской полиции 16 ноября 1816 года пришлось в приказном порядке призвать её к молчанию.

## В литературе
- Американская писательница Augusta Huiell Seaman (1879–1950) выпустила повесть «Как сапожник наставлял короля» (1911) – When a Cobbler Ruled a King.
- Цвейг, Стефан в эссе «Мария Антуанетта: Портрет ординарного характера» (1932) описал поведение сапожника Симона в Тампле и предположил, как могла возникнуть гнусная клевета на Марию-Антуанетту.
- Бенцони, Жюльетта посвятила Антуану Симону главу в своём романе «Кровавая месса» (2000): Сапожник по имени Симон
- Alcide Beauchesne "Louis 17, sa vie, son agonie, sa mort" 1852. Plon. Paris.